# Fred Castro
Frederico Mello de Castro, mais conhecido como Fred Castro (Rio de Janeiro, 8 de agosto de 1972), é um baterista brasileiro.
Foi integrante da banda Raimundos entre 1992 e 2007, da qual fez parte da formação clássica. Atualmente, faz parte das bandas Carbona, Os Pitais, Melvin & os Inoxidáveis e da banda da cantora e compositora Luapsy.

## Carreira
Antes de integrar os Raimundos, atuou como auxiliar financeiro de uma empresa e tocou em algumas bandas de hardcore em Brasília e fez algumas participações tocando na banda Little Quail and The Mad Birds.

Em 1992, entrou para os Raimundos que, ao longo da década de 1990, se tornou uma das maiores bandas de rock do Brasil.
Fred deixou o Raimundos em 2007 após supostas discordâncias com outros integrantes. Sua saída da banda se deu quase na mesma época que a de Alf Sá e juntos os dois formaram a banda Supergalo. A Supergalo foi formada por Alf (ex-Rumbora, voz e guitarra), Marcelo Vourakys (ex-Maskavo, guitarra), Daniel Barbosa (ex-Câmbio Negro, baixo) e Fred Castro (bateria) e se apresentou na Europa, na Argentina e em várias cidades brasileiras.
Em setembro de 2014, participa do show dos Raimundos no festival Porão do Rock, em Brasília.
No início de 2015, substituiu o baterista Bacalhau e passou a integrar a banda Autoramas que, também com a entrada de Melvin, passou a ser um quarteto. Com a banda, fez shows pelo Brasil e pelo exterior e lançou um disco, O Futuro dos Autoramas, em 2016. Em julho de 2016, Fred deixou a banda.
Em setembro de 2015, se apresenta com a banda Clássicos do Terror no palco Sunset do festival Rock in Rio.
Em novembro de 2016, participa da gravação do DVD Acústico dos Raimundos, tocando nas músicas "Cintura fina" e "Selim".
No mesmo mês, participa da gravação da música “Através do Espelho”, presente em Você Já Está Aqui, primeiro álbum solo de Alf Sá.
Em setembro de 2017, toca com os Raimundos no Rock in Rio, em ativação de patrocinador do festival.
Em 2019, participa da turnê comemorativa dos 25 anos de seu disco de estreia dos Raimundos.
Em maio de 2020, grava uma versão de “Rebel Yell”, de Billy Idol, com o baixista Canisso, o guitarrista Marquim e Dinho Ouro Preto nos vocais.